# Dimeria sreenarayanae
Dimeria sreenarayanae är en gräsart som beskrevs av N. Ravi och Anil Kumar. Dimeria sreenarayanae ingår i släktet Dimeria och familjen gräs. Inga underarter finns listade i Catalogue of Life.